# Agora

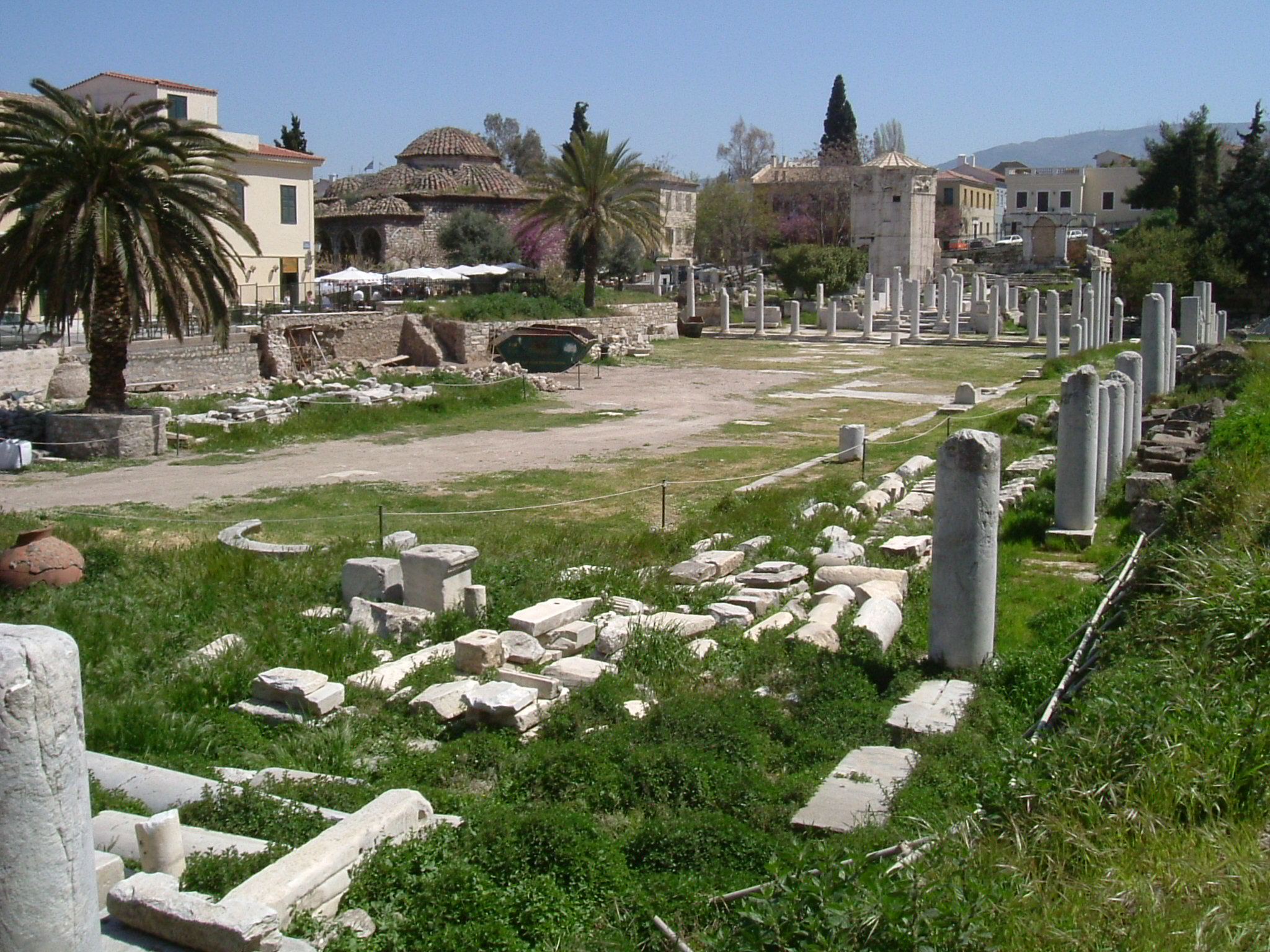
Römische Agora von Athen

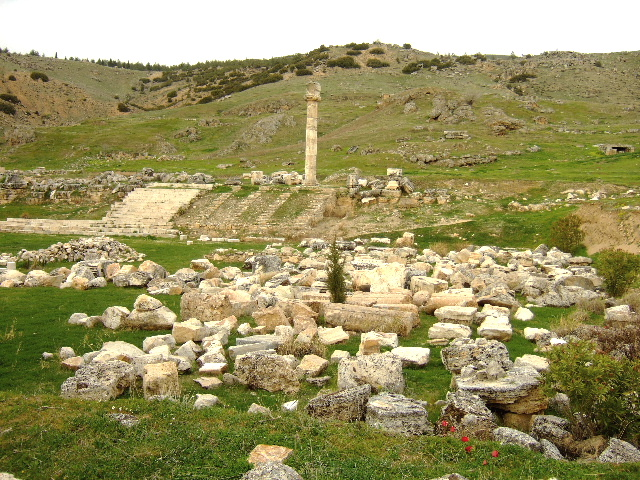
Agora in Hierapolis

Die Agora (altgriechisch ἀγορά agorá, Plural Agorai) war im antiken Griechenland der zentrale Fest-, Versammlungs- und Marktplatz einer Stadt. Sie war damit eine bedeutende gesellschaftliche Institution und ein kennzeichnendes Merkmal der griechischen Polis. Als zentraler Kultplatz war sie der Veranstaltungsort vieler für die Ausbildung einer gemeinsamen Identität entscheidender religiöser Feste mit gymnischen und musischen Agonen. Als Ort der Volks- und Gerichtsversammlungen kam ihr eine herausragende Rolle für das geordnete Zusammenleben in der Gemeinschaft zu. Bei Homer gilt das Fehlen einer Agora als ein Anzeichen für Recht- und Gesetzlosigkeit. Laut Herodot war die Agora für den Perserkönig Kyros II. das bestimmende Merkmal einer selbstständigen griechischen Stadt (Historien 1.153).

## Ursprünge
Ihren Ursprung hatte die Agora in einem dörflichen Versammlungsplatz. Mit dem Anwachsen der zunächst nur kleinen Gemeinschaften am Ende der geometrischen Zeit und dem daraus folgenden Zusammenschluss mehrerer Dörfer (Synoikismos) zu einem größeren Gemeinwesen entstand an einer zentralen und gut zu erreichenden Stelle die Agora der sich nun entwickelnden Polis. Ursprünglich noch außerhalb der verschiedenen aus den ehemaligen Dörfern hervorgegangenen Siedlungskerne gelegen, rückte sie mit zunehmender Ausbildung urbaner Strukturen mehr und mehr in das Stadtzentrum. Als erste planmäßig bei Errichtung einer Siedlung angelegte Agora gilt die von Megara Hyblaea, die um das Jahr 700 v. Chr. herum entstand.
Anfangs genügte eine weitgehend ungestaltete, ebene Freifläche, die von mehreren Straßen gekreuzt wurde, den Bedürfnissen einer politischen und juristischen Versammlungsstätte. Aufgrund ihrer zentralen Lage und guten Erreichbarkeit wurde sie auch zum Marktplatz. Als ein wichtiges kultisches Zentrum der Polisgemeinschaft gehörten anfangs Altäre und später auch kleine Tempel zum Bild einer jeden Agora. Im 6. Jahrhundert v. Chr. wurden mit Stoen erste öffentliche Bauten an den Rändern der Freifläche errichtet. Diese für verschiedene Funktionen nutzbaren Säulenhallen wurden im Laufe des 5. und 4. Jahrhundert v. Chr. zu den typischen Gebäuden einer Agora, mit ihren langgestreckten Säulenstellungen gaben Stoen nun oft an einer oder mehreren Seiten dem Platz einen monumentalen Abschluss. Seine Erscheinung wurde nun oft durch solche Säulenhallen geprägt. Vor allem der Rolle der Agora als täglicher Treffpunkt der Einwohner einer griechischen Stadt kamen diese Hallen entgegen, da sie Besuchern Schutz vor Sonne, Regen und Wind boten.

## Weiterentwicklungen
In der klassischen Zeit entstanden an vielen Agorai die Amtlokale örtlicher Magistrate, auch ein Buleuterion (Rathaus) und ein Prytaneion gehörten am Ende des 4. Jahrhunderts v. Chr. häufig zur architektonischen Ausstattung einer Agora. Sie entwickelte sich mehr und mehr zum Verwaltungszentrum einer griechischen Polis und diente auch deren Repräsentation. Die Agora wurde zum Aufstellungsort für öffentliche Beschlüsse und Ehrenstatuen.
Im selben Zeitraum wurden Teile ihrer ursprünglichen Funktionen aber an andere Orte verlegt. So wurden für Agone sehr häufig gesonderte Bauten wie Stadien und Theater geschaffen. Volksversammlungen fanden nun zumeist in eigens errichteten Ekklesiasterien (z. B. die Pnyx in Athen) oder im Theater statt. Trotz aller erkennbaren Bestrebungen, das Markttreiben zu neu angelegten Handelsmärkten zu verlagern, verlor die Agora jedoch ihre ökonomischen Funktionen nie, sondern blieb auch in hellenistischer Zeit weiterhin das bedeutendste Handelszentrum einer Stadt.
In vielen Städten erfolgte der repräsentative Ausbau aber erst in hellenistisch-römischer Zeit, vorher war die Agora mitunter nur ein offener Platz. Funktion und Gestalt der Agora deckten sich zum Teil mit denen des römischen Forums. Das bekannteste Beispiel war die Agora von Athen. Weitere Beispiele waren die Agora von Priene und die Agora von Milet.